# Holland America Line
Holland America Line (HAL) és una empresa de creuers propietat de l'estatunidenca Carnival Corporation & plc amb seu a Seattle, Washington, Estats Units.
Holland America Line es va fundar a Rotterdam, Països Baixos, i de 1873 a 1989 va operar com a línia naviliera holandesa, línia de passatgers, línia de càrrega i línia de creuers que operava principalment entre els Països Baixos i Amèrica del Nord. Com a part del llegat de l'empresa, va participar directament en el transport de molts centenars de milers d'emigrants des dels Països Baixos a Amèrica del Nord. Holland America és una filial de Carnival Corporation des de 1989.